# Язловецкий, Михаил
Михаил Язловецкий (около 1546 — после 1591) — государственный и военный деятель Речи Посполитой, староста хмельницкий и снятынский. Из рода Язловецких.

## Биография
Представитель польского дворянского рода Язловецких герба «Абданк». Старший сын гетмана великого коронного Ежи (Юрия) Язловецкого (1510—1575) и Эльжбеты Тарло (дочери чашника великого коронного Яна Тарло). Братья — староста снятынский Николай (ок. 1550—1595), староста червоноградский Анджей Пётр (ок. 1559—1581) и воевода подольский Иероним (ок. 1570—1607).
С 1569 года под наблюдением отца Михаил Язловецкий служил королевским ротмистром в Червонной Руси и Подольском воеводстве. К концу жизни командовал собственной хоругвью. В 1573 году принимал участие в избирательном сейме.
В 1571 году Михаил Язловецкий получил во владение от своего отца хмельницкое староство. С 1591 года командовал контингентом реестровых казаков. Казацкий гетман Криштоф Косинский, готовясь к нападению на владения князей Острожских, заявил, что староста Михаил Язловецкий не спешит выплатить казакам положенное жалование. Затем М. Язловецкий во главе королевских комиссаров выехал из лагеря под Фастовом к казакам, призывая их выдать польским властям своего лидера Криштофа Косинского.
Был женат на Катажине Свирчковне из Вильховца, от брака с которой детей не имел.
Ему принадлежал местечки Гусятин, Косово, Толстое, сёла Косово Рожнево, Новоселице, Залужье в Коломыйском повете.